# أوسكار براتس
أوسكار براتس (بالإسبانية: Óscar Prats)‏ هو لاعب كرة قدم إسباني في مركز الدفاع، ولد في 25 مارس 1989 في Llutxent ‏ في إسبانيا. لعب مع نادي طلبيرة.

## وصلات خارجية
- أوسكار براتس على موقع قاعدة بيانات كرة القدم.إي يو (الإنجليزية)
- أوسكار براتس على موقع Soccerway.com (الإنجليزية)